# Geriffelte Mangrovenkrabbe
Die Geriffelte Mangrovenkrabbe auch Gezahnte Mangrovenkrabbe (Scylla serrata) ist eine Art der Krabben.

## Merkmale
Die Geriffelte Mangrovenkrabbe ist dunkelgrün bis dunkelbraun. Der Carapax ist queroval, die Oberfläche glatt. Er wird, je nach geografischem Gebiet, 20 bis maximal 23 cm breit. Männchen sind meist etwas größer als Weibchen und haben auch größere Scheren. Die epibranchialen Kämme sind kurz und undeutlich. Der vorn-seitliche Rand ist mit neun, etwa gleich großen Zähnen besetzt, was der Art ihren Namen verlieh (‚geriffelte‘ bzw. lateinisch serrata ‚gesägt‘). Das Basalglied der Antennen trägt einen seitlichen Lappen. Der Carpus der Scherenbeine trägt innen einen Dorn, außen zwei.

## Vorkommen und Lebensraum
Die Geriffelte Mangrovenkrabbe kommt an den Küsten des Indischen Ozeans vor, bis zum 38. südlichen Breitengrad. Im Pazifik tritt sie vor den Marianen, Fidschi und Samoa auf. Als Neozoon wurde sie nach Hawaii und in die Karibik eingeschleppt. Die Art bevorzugt Mangroven, Flussmündungen und geschützte Küstenabschnitte. Die Krabben graben sich im Schlamm tiefe Höhlen.

## Ernährung
Kleine Juvenile ernähren sich vorwiegend von Pflanzen-Detritus, größere Jungkrabben von Krebstieren, Muscheln, Schnecken und Fischen. Die Adulten fressen vor allem Muscheln und kleine Krabben, sind also überwiegend karnivor. Nahrung wird vor allem über Chemorezeptoren an den Schreitbeinen wahrgenommen. Anschließend graben sie nach ihrer Beute mit den Schreitbeinen und ziehen sie dann mit ihren Scheren aus dem Sand. Mit den kräftigen Scheren können sie die Schalen ihrer Beute knacken. Zwei bis 14 Tage vor der Häutung nimmt die Nahrungsaufnahme stark ab und setzt erst wieder zwei bis vier Tage nach der Häutung ein, wenn die Mundwerkzeuge ausgehärtet sind. Eiertragende Weibchen stellen die Nahrungsaufnahme ebenfalls ein. Bei mittleren Wassertemperaturen nimmt eine mittelgroße Krabbe etwa 0,29 g Nahrung pro Gramm Krabbe im Monat zu sich, im Winter mehr, im Sommer weniger.

## Fortpflanzung
Die Paarung findet an Flussmündungen statt. Anschließend ziehen Weibchen bis zu 50 km auf das Meer hinaus, um ihre Eier zu legen. Ein Gelege besteht aus 1 bis 6 Millionen Eiern. Es wird, wie bei Krabben üblich, an den Pleopoden angeheftet. Die beiden Larvenstadien, Zoea (mit fünf Häutungen) und Megalopa, bleiben im Meerwasser, insbesondere die Zoea ist empfindlich gegenüber niedrigem Salzgehalt, und ernähren sich von Zooplankton.

## Fressfeinde
Jungtiere werden vor allem durch adulte Artgenossen und andere Krabben erbeutet. Größere Krabben werden von Krokodilen und Haien gefressen. In Afrika ernährt sich auch die Sumpfmanguste von Mangrovenkrabben. Bei Ebbe werden kleinere Vertreter auch von Reihern aufgenommen.

## Menschliche Nutzung
Die Geriffelte Mangrovenkrabbe wird in großem Umfang gefangen und in Aquakulturen gehalten. Letzteres wurde erstmals 1890 in der chinesischen Provinz Guangdong in Teichen praktiziert. Seit den 1990er Jahren wird die Krabbenzucht zusammen mit der Mangrovenforstwirtschaft (Aquasilvikultur) betrieben. Hauptproduktionsländer sind China, Indonesien und Thailand. Die Fangquote stieg von 10.000 Tonnen 1990 auf 40.000 t 2012, die Produktion in Aquakulturen in dieser Zeit von 4.000 auf 175.000 t. Wegen teilweiser Überfischung wurden in einigen Ländern Schutzgebiete eingerichtet.